# Нотозавр
Нотозавр (лат. Nothosaurus, букв. «фальшивий ящер») — викопний рід морських плазунів епохи середнього тріасу, що живились рибою. Жив на території нинішньої Росії, Ізраїлю, Китаю і Північної Африки 240—210 млн років тому. Досягав у довжину 3 м, але знайдені зразки N. giganteus досягали 6 м в довжину. Вперше був описаний Мюнстером в 1834 році.

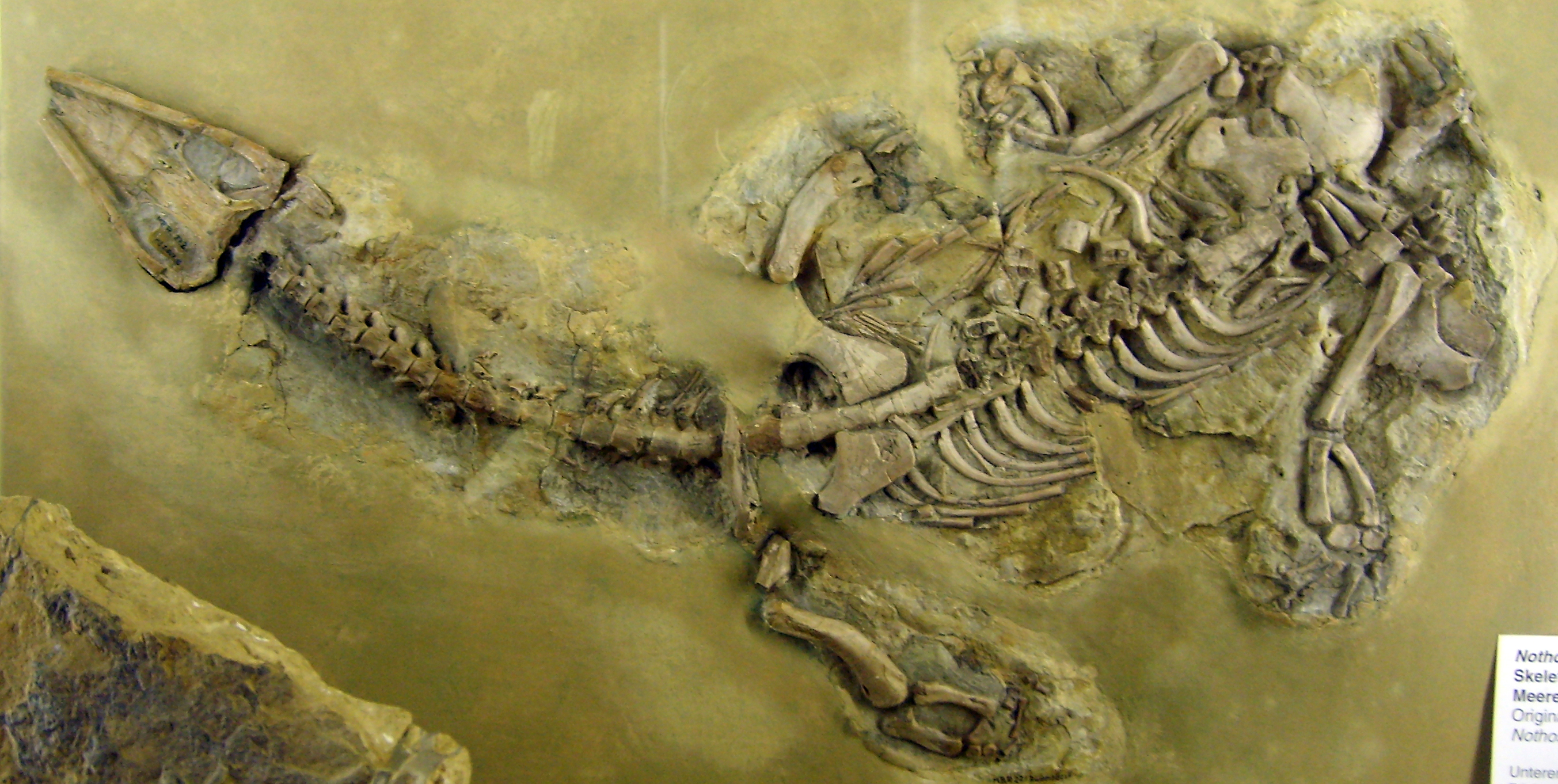
Скам'янілість Nothosaurus raabi

Череп подовжений і плоский, довгі щелепи оснащені гострими зчіпними зубами, деякі з них у вигляді парних іклів, що представляли грізний капкан для риби. Кінцівки перетинчасті, з п'ятьма довгими пальцями, могли використовуватися як для пересування по суші, так і для плавання. Тіло, шия і хвіст довгі та гнучкі. М'язистий хвіст допомагав при плаванні. Нотозаври досягали зрілості у віці трьох років і жили до шести років. Розмножувалися нотозаври на берегах і в прибережних скельних печерах. Можливо, самки відкладали яйця в прибережний пісок, як сучасні морські черепахи.
Вчені вважають, що одна з еволюційних гілок нотозаврів дала початок плезіозаврам — групі цілком морських рептилій, що включала ліоплевродона, довгошийого кріптокліда та інших гігантських хижаків.

## Види
- Nothosaurus mirabilis Münster, 1834 типовий
- Nothosaurus andriani Meyer, 1839

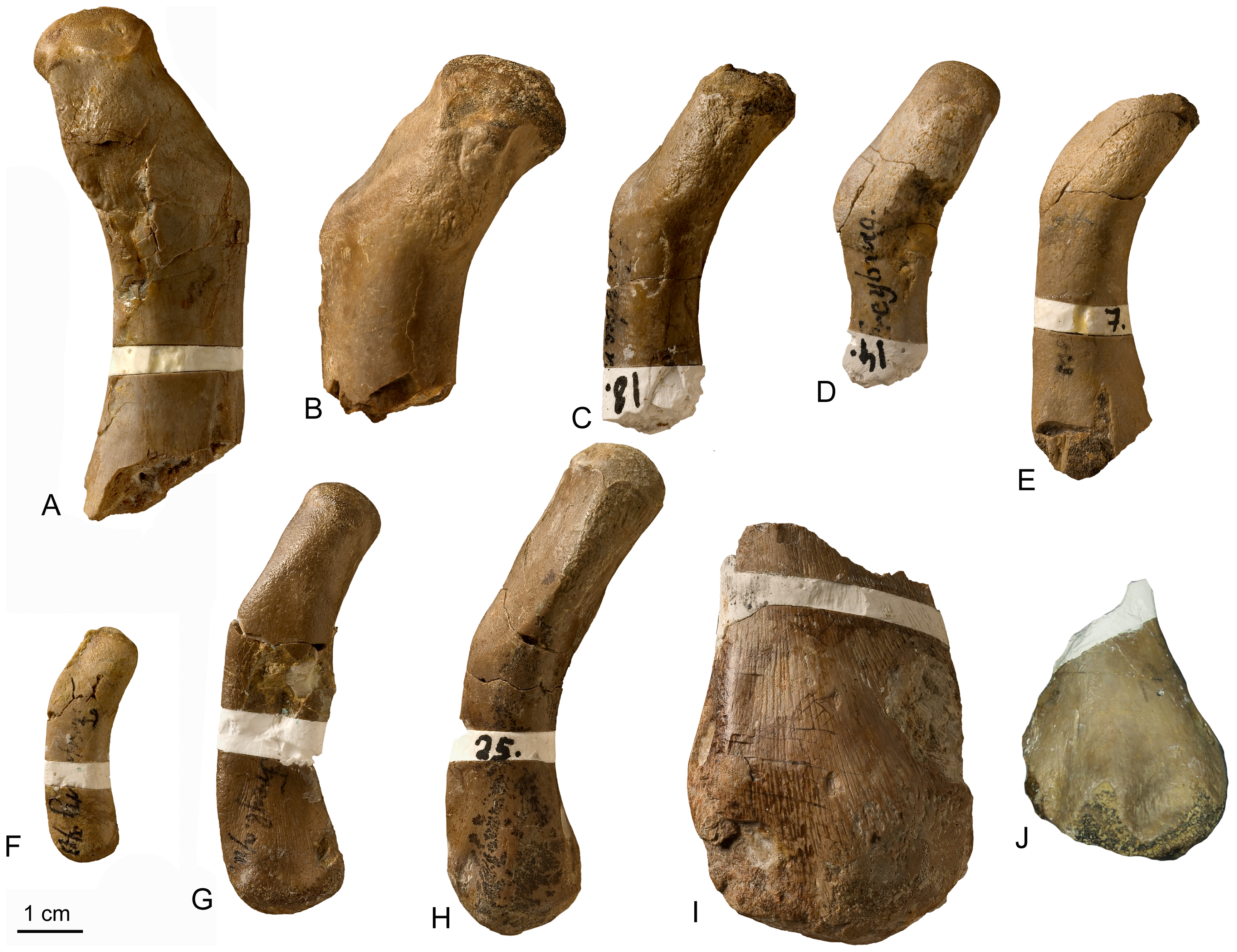
Плечові кістки нотозавра з Фрейбурга

- Nothosaurus cymatosauroides Sanz, 1983
- Nothosaurus edingerae Schultze, 1970
- Nothosaurus giganteus Münster, 1834
- Nothosaurus haasi Rieppel et al., 1997
- Nothosaurus jagisteus Rieppel, 2001
- Nothosaurus juvenilis Eldinger, 1921
- Nothosaurus marchicus Koken, 1893
- Nothosaurus procerus Schröder, 1914
- Nothosaurus raabi Schröder, 1914
- Nothosaurus rostellatus Shang, 2006
- Nothosaurus schimperi Meyer, 1834
- Nothosaurus tchernovi Haas, 1980
- Nothosaurus venustus Münster, 1834
- Nothosaurus winkelhorsti Klein & Albers, 2009
- Nothosaurus winterswijkensis Albers & Rieppel, 2003
- Nothosaurus yangjuanensis Jiang et al., 2006
- Nothosaurus youngi Li & Rieppel, 2004